# Luiz Carlos Hauly
Luiz Carlos Jorge Hauly ComMM (Cambé, 8 de outubro de 1950) é um professor, profissional de educação física, economista e político brasileiro filiado ao Podemos (PODE). Pelo Paraná, foi deputado federal durante sete mandatos e secretário da Fazenda durante os governos Alvaro Dias e Beto Richa, além de prefeito e vereador de Cambé. Com a cassação de Deltan Dallagnol, acabou assumindo seu oitavo mandato na Câmara dos Deputados.

## Vida pessoal e formação acadêmica
Luiz Carlos Jorge Hauly é filho caçula de Salomão Jorge Hauly e Jamile Ayub, imigrantes de origem grega e libanesa que chegaram ao Norte do Paraná em 1933 e fixaram residência em Cambé, onde criaram os oito filhos.
Em 1974 formou-se em educação física pela Universidade Estadual de Londrina (UEL), já em 1982 formou-se em economia, também pela UEL. Casou-se com Maria Célia de Oliveira e juntos tiveram dois filhos.

## Vida profissional
Hauly atuou como professor de Educação Física, lecionando em instituições de ensino para 1º e 2º graus. Entre 1972 e 1973, foi professor do Colégio Estadual de Cambé. Posteriormente atuou como professor na Comissão de Recreação e Esportes de Cambé, no Ginásio Estadual Andréa Nuzzi, no Colégio Londrinense.
Hauly começou a carreira política ainda em 1972. Foi sócio-fundador da Associação dos Funcionários Municipais de Cambé. Além de ser fundador e sócio da Associação Comercial e Industrial de Cambé. Entre 1977 e 1978, foi Diretor do Departamento de Administração da prefeitura de Cambé. Em 1981 foi também Assessor Financeiro na prefeitura de Cambé. Entre 1989 e 1990 foi presidente da Fundação Pedroso Horta. Entre 1999 e 2000, foi presidente do Instituto Teotônio Vilela.

## Vida pública
Em 1971 Hauly filiou-se ao Movimento Democrático Brasileiro (MDB). Nas eleições de 1972, com apenas 22 anos, foi eleito vereador pelo MDB, em Cambé. Ele obteve a maior votação, 12,5% dos votos válidos na legislatura 1973 a 1977.
Nas eleições de 1977 foi candidato a prefeito em Cambé e não foi eleito. Em 1982 foi eleito prefeito de Cambé pelo PMDB. Sua gestão foi marcada pela participação da comunidade e importantes avanços, sendo pioneiro em ações de descentralização da Saúde (SUS e Plano Incremental Odontológico/Clínica do Bebê), democratização da educação (escola de período integral, eleições diretas para diretoras de escola e educação física/escolinhas nas escolas municipais), incentivo a recuperação e industrialização. Na zona rural pioneiro no Programa de Micro bacias com Manejo Integrado de Solos e Águas/ matas ciliares. Exerceu o mandato até março de 1987.
Como decorrência do seu trabalho à frente da prefeitura, assumiu, entre 1987 e 1990, a Secretaria de Estado da Fazenda (SEFA) do Paraná, durante o governo de Álvaro Dias. Entre 2011 e 2013, assumiu novamente a Secretaria de Estado da Fazenda, durante o governo de Beto Richa.
Assumiu o mandato de deputado federal pela primeira vez em 1991, tendo a cidade de Londrina, Cambé, Curitiba e a AMEPAR como sua base eleitoral principal. Em 1991 filiou-se ao Partido Social Trabalhista (PST). Em 1992 vota pela abertura do processo de impeachment de Fernando Collor de Mello. Em 1993 filiou-se ao Partido Progressista (PP) e, no mesmo ano, foi admitido pelo presidente Itamar Franco à Ordem do Mérito Militar no grau de Comendador especial. Em 1994 assumiu posição de defesa do governo Itamar Franco, sendo um dos líderes parlamentares no Congresso Nacional e defendeu a implantação do Plano Real. Acompanhou a eleição de Fernando Henrique Cardoso como Presidente da República naquele ano.
Foi reeleito deputado federal nas eleições de 1994. Com importantes lideranças que defendiam a Social Democracia como José Richa, Mário Covas, Franco Montoro, Fernando Henrique Cardoso, em 1995 Hauly se filiou ao Partido da Social Democracia Brasileira (PSDB). Em 1996 integrou a Comissão de Economia, Indústria e Comércio da Câmara dos Deputados. Em 1997 foi favorável da emenda que estabeleceu o direito de reeleição para prefeitos, governadores e presidente. Foi reeleito deputado em 1998, 2002, 2006, 2010 e 2014. Disputou a prefeitura de Londrina nas eleições de 1996 e foi vencido por Antonio Belinati. Candidatou-se ao cargo novamente em 2000 e foi vencido por Nedson Micheleti. Disputou novamente as eleições de 2004 e 2008.
Entre 2006 e 2011 presidiu o ParlAmericas, com sede em Ottawa, que conecta informalmente as legislaturas dos 35 países das Américas. Em janeiro de 2010 assumiu pela segunda vez a Secretaria Estadual de Fazenda do Paraná. Na campanha de 2014, para a 7ª Legislatura, teve 86.439 votos. Em sua atividade na Câmara dos Deputados, atuou na área econômica. Foi considerado pelos sindicalistas como um dos parlamentares mais atuantes - os chamados "Cabeças do Congresso".
Em 17 de abril de 2016, Hauly votou pela abertura do processo de impeachment de Dilma Rousseff. Já durante o Governo Michel Temer, votou a favor da PEC do Teto dos Gastos Públicos. Em abril de 2017 foi favorável à Reforma Trabalhista. Em agosto de 2017 votou pelo arquivamento da denúncia de corrupção passiva do presidente Michel Temer.
Em 2018, depois de sete mandatos consecutivos, tenta mais uma vez a reeleição, mas não obtém sucesso. Nas eleições de 2022, foi novamente candidato a deputado federal, mas não foi eleito. 
Sua atuação destacada como formulador, articulador e debatedor é reconhecida pelo Departamento Intersindical de Assessoramento Parlamentar - DIAP como "Cabeça do Congresso". O site independente Ranking Político o escolheu como Melhor Deputado em 2017 entre os 513 deputados e o Segundo Colocado (atrás somente da Senadora gaúcha Ana Amélia) entre os 594 Senadores e Deputados.[carece de fontes?]
Com a cassação de Deltan Dallagnol pelo Tribunal Superior Eleitoral em maio de 2023, se especulava que Hauly assumiria a cadeira do mesmo. Mas inicialmente, o Tribunal Regional Eleitoral do Paraná (TRE-PR) determinou que Itamar Paim, primeiro suplente do Partido Liberal no estado, é que tinha direito à vaga de Dallagnol. O entendimento do tribunal é de que Hauly, na condição de primeiro suplente do Podemos, não havia atingido individualmente os 10% necessários do quociente eleitoral do estado para ter direito à vaga. Assim, o tribunal acabou realizando uma nova totalização de votos e em seguida diplomou Itamar Paim, que havia recebido o triplo dos votos de Hauly. Todavia, isto acabou gerando uma disputa jurídica pela vaga que parou no Supremo Tribunal Federal, que formou maioria para determinar que o Podemos e Hauly é que tinham direito à cadeira de Dallagnol, independentemente da quantidade de votos que o mesmo havia recebido nas eleições gerais de 2022. Com essa decisão, Luiz Carlos Hauly assumiu seu oitavo mandato não-consecutivo na Câmara dos Deputados em 13 de junho de 2023.